# Monumento funebre di Carlo Marsuppini

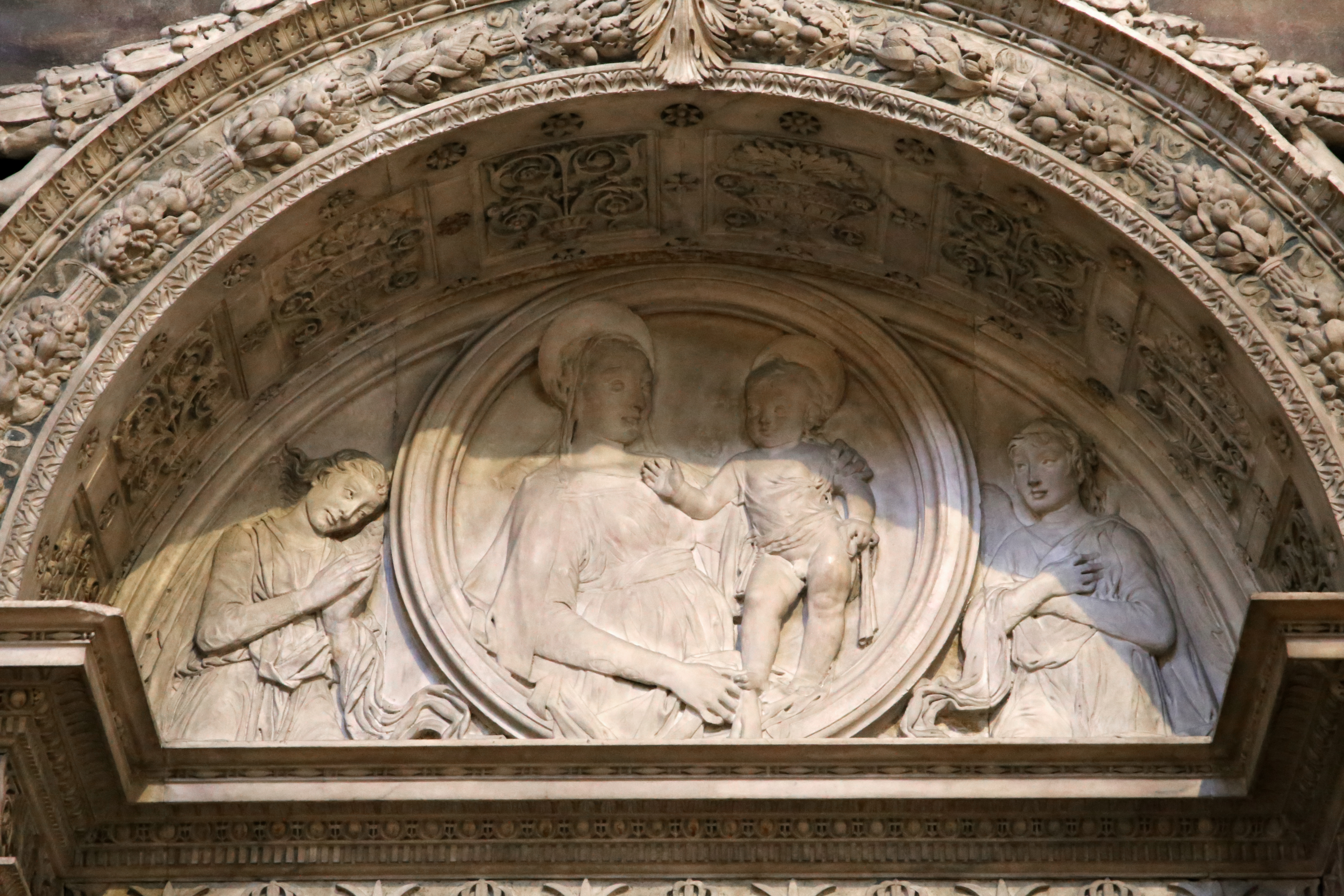
La lunetta

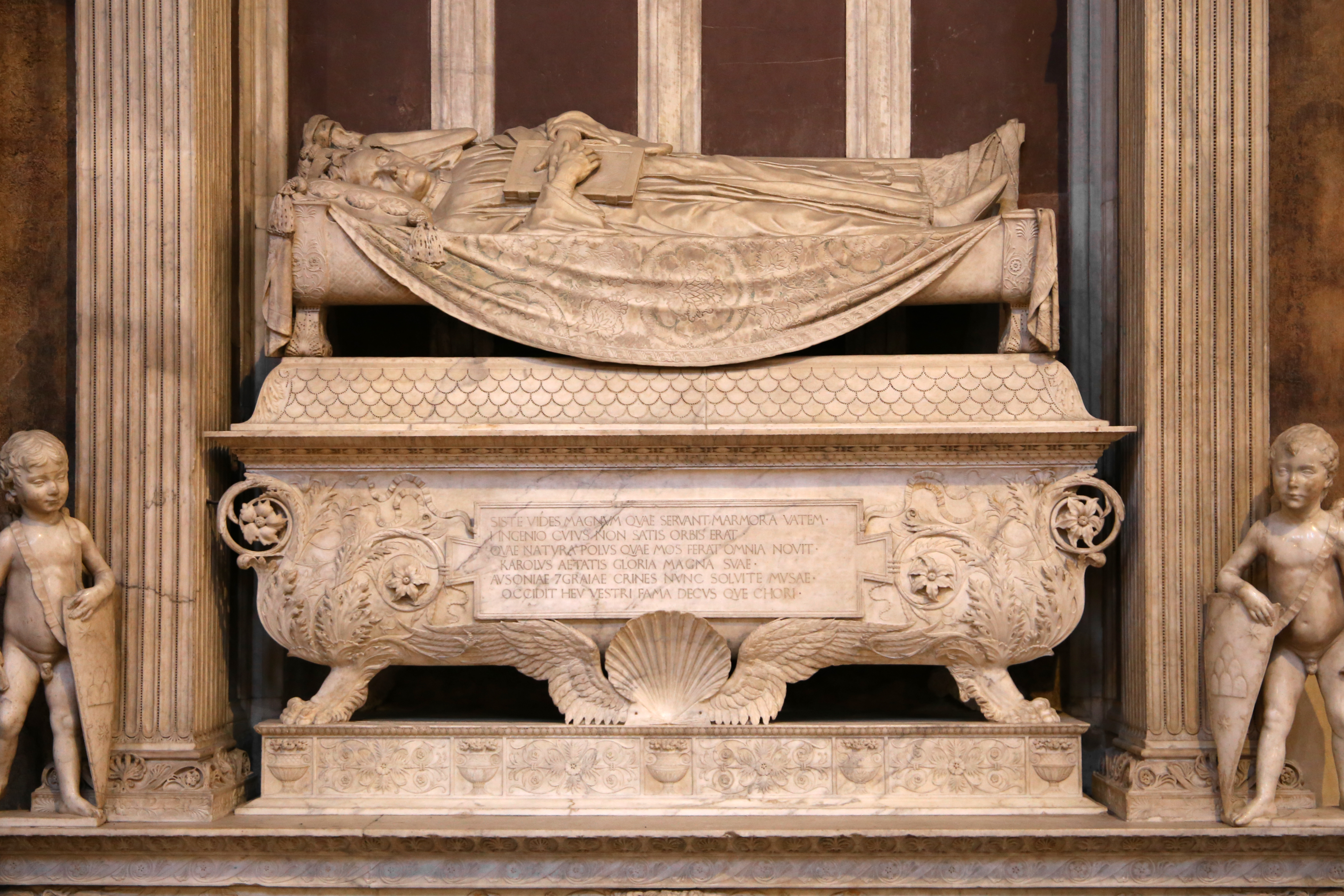
Il sepolcro e il catafalco

Il Monumento funebre di Carlo Marsuppini è un'opera in marmo di Desiderio da Settignano e si trova nella basilica di Santa Croce a Firenze. Risale al 1453-1455 e misura 601x358 cm.

## Storia
Il monumento viene in genere datato tra il 1453, data della morte di Carlo Marsuppini, cancelliere della Repubblica di Firenze dopo Leonardo Bruni e come lui filosofo, scrittore ed umanista, e il 1455, pur non esistendo una documentazione esatta al riguardo.

## Descrizione e stile
Il monumento funebre riprese la tipologia classica delle tombe ad arcosolio, ispirandosi puntualmente all'antistante monumento funebre di Leonardo Bruni di Bernardo Rossellino, del 1450. Se lo schema compositivo delle due opere è comune ed entrambe rappresentano il tema della glorificazione laica del defunto, sottolineata dagli attributi letterari del ritratto un'interpretazione del tema, nell'opera di Desiderio da Settignano si coglie un innegabile evolversi del gusto verso opere più ricche e decorate, dove gli elementi di corredo acquistano una valenza, anche individuale, sempre maggiore.
Lo zoccolo di base è decorato da un fregio con ghirlande, festoni svolazzanti e una coppa in scorcio colma di fiori. Sopra di esso si impostano i pilastri scanalati con capitelli corinzi che reggono la trabeazione con fregio all'antica, che corre lungo la parete della nicchia, e l'arco a tutto sesto. Alla base dei pilastri si trovano due putti che reggono scudi araldici: nei due fanciulli teneramente modellati si ritrova uno dei soggetti più cari dell'opera di Desiderio, quello dell'infanzia.
Il sarcofago vero e proprio è poggiato su un secondo zoccolo, con un fregio di vasi con fiori e racemi, retto da zampe leonine e da una conchiglia tra ali al centro. Nella forma del sarcofago si nota già evidente un'evoluzione rispetto al modello del Rossellino, dove la massiccia vasca rettangolare ha lasciato il posto a una cassa dal profilo curvilineo, con una copertura embricata molto sporgente che alleggerisce la massa spezzando il volume. la decorazione è affidata a raffinate girali che, partendo dalle zampe, movimentano la superficie liscia, con dettagli a traforo che sporgono sui lati.
Grande maestria usò lo scultore nel finire il marmo, come si nota soprattutto nel catafalco col ritratto del defunto, che è dotato della morbidezza e del tepore che lo rendono vitale. La figura distesa, come in analoghe opere di Donatello e Michelozzo, è ruotata leggermente verso lo spettatore, ed analogamente all figura di Leonardo Bruni, tiene una sua opera in mano ed è incoronata dall'alloro.
La parete dietro il catafalco è quadripartita da lesene e specchiature in marmo rosso.
Nella lunetta si trova un medaglione con la Madonna col Bambino, tra due busti angeli. Due fanciulli scolpiti a tutto tondo si trovano sulla cornice all'altezza della linea d'imposta dell'arco e reggono sulle spalle una ghirlanda, che parte dall'ampolla col fuoco che si trova sulla sommità del monumento, e scende poi rettilinea lungo i fianchi, parallela ai pilastri. Anche in questo caso si tratta di un'evoluzione del modello del Rossellino, che fece terminare la sua ghirlanda appena sopra l'arco.
La decorazione ad affresco, che disegna un tendaggio attorno al monumento, è stata ripristinata dopo un restauro negli anni Duemila.